# Лозюк Олена Василівна
Олена Василівна Лозюк ( біл. Алена Васільеўна Лазюк ; рос. Елена Васильевна Лозюк; 24 липня 1990, Берестя, Білоруська РСР, СРСР) — білоруська волейболістка, центральна блокуюча. Гравець національної збірної.

## Із біографії
Вихованка брестської волейбольної школи. Кар'єру професійної спортсменки розпочала в місцевому клубі «Прибужжя». В сезоні 2012/2013 виграла кубок України і срібні нагороди національної першості у лавах луцької «Волині». У міжсезоння керівництво команди суттєво зменшило фінансування і команду залишили 12 волейболісток. Олена Лозюк повернулася до рідного колектива. У сезоні 2016/2017 стала переможницею першої польської ліги у складі «Вісли» (Варщава). Потім грала в Казахстані і Росії. З 2020 року захищає кольори білоруських клубів.
У складі національної збірної виступала на турнірі Золотої ліги і чемпіонаті Європи 2021 року.

## Клуби
| Роки      | Команди                                |
| --------- | -------------------------------------- |
| 2007—2012 | «Прибужжя» (Брест)                     |
| 2012—2013 | «Континіум-Волинь-Університет» (Луцьк) |
| 2013—2016 | «Прибужжя» (Брест)                     |
| 2016—2017 | «Вісла» (Варшава)                      |
| 2017—2018 | «Алтай-2» (Усть-Каменогорськ)          |
| 2018—2019 | «Сахалін» (Южно-Сахалінськ)            |
| 2019—2020 | «Тулиця» (Тула)                        |
| 2020—2021 | «Комунальник» (Могильов)               |
| 2021—2023 | «Мінчанка» (Мінськ)                    |

## Статистика
У збірній:
| Турнір                | Ігри | Сети | Очки | Ср.  | Примітки |
| --------------------- | ---- | ---- | ---- | ---- | -------- |
| Євроліга 2021         | 2    | 7    | 7    | 1,00 | [ 8 ]    |
| Чемпіонат Європи 2021 | 5    | 10   | 16   | 1,60 | [ 9 ]    |
| Всього                | 7    | 17   | 23   |      |          |

- Ср. — середній показник результативності за один сет.

## Досягнення
- Alena Laziuk (англійська) . women.volleybox.net. Архів оригіналу за 8 грудня 2021. Процитовано 8 грудня 2021. {{cite web}}: Зовнішнє посилання в |publisher= (довідка); Недійсний |url-status=no (довідка)
- Alena Laziuk (англійська) . WorldofVolley. Архів оригіналу за 8 грудня 2021. Процитовано 8 грудня 2021. {{cite web}}: Зовнішнє посилання в |publisher= (довідка); Недійсний |url-status=no (довідка)
- Alena Laziuk (англійська) . CEV. Архів оригіналу за 18 листопада 2021. Процитовано 8 грудня 2021. {{cite web}}: Зовнішнє посилання в |publisher= (довідка); Недійсний |url-status=no (довідка)